# Eiman Firdaus Zamri
Eiman Firdaus Mohd Zamri, né le 27 décembre 1997, est un coureur cycliste malaisien. Il participe à des compétitions sur route et sur piste.

## Biographie
En 2016, Eiman Firdaus Zamri court au sein de l'équipe continentale malaisienne NSC-Mycron. L'année suivante, il remporte l'or dans la poursuite par équipes aux Jeux d'Asie du Sud-Est, avec la délégation malaisienne.

## Palmarès sur piste

### Championnats d'Asie
- 2015
  -  Médaillé de bronze du scratch juniors

### Jeux d'Asie du Sud-Est
- Nilai-Putrajaya 2017
  -  Médaillé d'or de la poursuite par équipes (avec Irwandie Lakasek, Nur Aiman Zariff et Afiq Huznie Othman)

### Championnats nationaux
- 2019
  - 2e du championnat de Malaisie de poursuite par équipes
  - 3e du championnat de Malaisie de l'omnium